# Prawo Webstera
Prawo Webstera – w piłce nożnej prawo zawodnika do wolnego transferu, będące rozszerzeniem Prawa Bosmana. Termin pochodzi od nazwiska Andy'ego Webstera.
Jego źródłem jest prawo unijne, zaś bezpośrednio opiera się ono na przepisie zawartym w artykule 17 regulaminu FIFA - RSTP (Regulations on the Status and Transfer of Player), pozwalającym piłkarzowi jednostronnie go wypowiedzieć po upływie tzw. „okresu ochronnego” w terminie 15 dni od ostatniego oficjalnego meczu w sezonie:
- 3 lata od daty zawarcia kontraktu (w przypadku umowy długoterminowej, tj. dłuższej niż trzy lata i nie dłuższej niż pięć[3], dla graczy, którzy nie ukończyli 28 roku życia),
- 2 lata od daty zawarcia kontraktu (w przypadku umowy długoterminowej, tj. dłuższej niż dwa lata i nie dłuższej niż pięć, dla graczy, którzy ukończyli 28 rok życia)[4].

## Przesłanki
Regulacje art. 13-18 regulaminu FIFA (RSTP) mają na celu zagwarantowanie poszanowania zasady stabilności kontraktowej (contractual stabilit), z tego względu, aby zastosować "Prawo Webstera" ujęte w art. 17 RSTP, muszą jednocześnie zostać spełnione trzy warunki:
1. W terminie 15 dni od zakończenia sezonu (data ostatniego oficjalnego meczu w sezonie) piłkarz musi poinformować pracodawcę o swojej decyzji;
2. Nowy klub piłkarza musi mieć siedzibę w miejscu objętym jurysdykcją innej federacji narodowej[2], niż poprzedni (najczęściej jest to inne państwo, choć w przypadku Wielkiej Brytanii wystarczy, że będzie to jej inna część składowa);
3. Nowy klub musi zapłacić staremu klubowi odszkodowanie w wysokości równej kwocie zarobków piłkarza, które wynikałyby z kontraktu do końca jego obowiązywania (np. za dwa ostatnie lata w przypadku wypowiedzenia umowy na dwa lata przed terminem jej formalnego zakończenia)[5].

W przypadku nadużycia prawa przy zastosowaniu "Prawa Webstera" jako trybu zmiany przynależności klubowej (transfer piłkarza), klub pozyskujący jak i piłkarz muszą liczyć się z ewentualnymi sankcjami finansowymi oraz sportowym, które mogą polegać np. na zawieszeniu piłkarza w możliwości jego uczestnictwa w rozgrywkach na okres sześciu miesięcy. Sankcje mogą zostać nałożone, w przypadku, gdy piłkarz rozwiązał kontrakt bez uzasadnionej przyczyny lub nie zostały spełnione wszystkie kryteria – jak np. zawiadomienie klubu macierzystego o woli rozwiązania kontraktu w zakreślonym terminie.

## Tło historyczne
W styczniu 2005 r. rosyjski biznesmen litewskiego pochodzenia Władimir Romanow nabył od Leslie Deansa i Chrisa Robinsona pakiet kontrolny szkockiego klubu Heart of Midlothian Edynburg, już w grudniu 2005 r. stając się jego większościowym udziałowcem. 1 lutego 2005 wprowadził on w klubie nową politykę transferową, bowiem zaczął masowo sprowadzać piłkarzy ze swojej ojczyzny. Miejsce w wyjściowym składzie zaczęli przez to tracić grający tam wcześniej zawodnicy, m.in. Andrew Neil Webster, który popadł w konflikt z prezesem Romanem Romanowem (synem właściciela klubu). Romanowowie nie chcieli jednak rozwiązać kontraktu z graczem, dlatego w sierpniu 2006 r., 24-letni wówczas Webster wymówił swemu pracodawcy obowiązującą jeszcze przez 12 miesięcy umowę, by związać się z angielskim klubem Wigan Athletic. Przeciwny temu był również Szkocki Związek Piłki Nożnej (SFA), który – najprawdopodobniej z braku wiedzy – nie chciał wydać Wigan Athletic certyfikatu piłkarza, zasłaniając się ważnością kontraktu gracza. Ostatecznie, po konsultacjach z prawnikami FIFA, prezes Szkockiego Związku Piłkarzy Zawodowych (SPFA) Fraser Wishart zgodził się na przeprowadzkę Webstera do Wigan. 1 lutego 2008 Międzynarodowy Trybunał Arbitrażowy ds. Sportu (CAS) w Lozannie uznał ów transfer za zgodny z prawem unijnym, nakazując jednocześnie Websterowi zwrot wynagrodzenia zagwarantowanego do końca kontraktu ze szkockim klubem.